# Халово
Халово (на сръбски: Халово или Halovo) е село в община Зайчар, Сърбия. Населението му е 856 души (2002).

## История
Селото има предимно влашко население. От 1878 година е на територията на България. Според Ньойския мирен договор Халово заедно с още няколко села около долното течение на Тимок са включени в състава на Кралството на сърби, хървати и словенци, което по-късно е преименувано на Кралство Югославия. След подписването на Ньойския договор част от жителите му се изселват в съседство на българска територия и образуват ново село, наречено Халовски колиби (през 2012 година, напълно обезлюдено, то е присъединено към Шишенци). За кратко по времето на Втората световна война Халово е под българско управление.
В 1906 година в селото е издигната църквата „Света Параскева“.

## Демография

### Историческо развитие на населението
| 1948 | 1953 | 1961 | 1971 | 1981 | 1991 | 2002 |
| ---- | ---- | ---- | ---- | ---- | ---- | ---- |
| 1634 | 1554 | 1545 | 1454 | 1331 | 1141 | 856  |

### Разпределение на населението (2002)
По-голямата част от жителите на селото са сърби, а останалите са власи, румънци, югославяни и други, нежелаещи да се определят.
| Народности | Брой | %     |
| ---------- | ---- | ----- |
| Сърби      | 591  | 69,04 |
| Власи      | 169  | 19,74 |
| Румънци    | 73   | 8,52  |
| Югославяни | 8    | 0,93  |
| Други      | 15   | 1,75  |